# Ruisseau Plamondon (réservoir Gouin)
Pour les articles homonymes, voir Plamondon.
Ne doit pas être confondu avec Ruisseau Plamondon (rivière aux Outardes).
Le ruisseau Plamondon est un tributaire de la baie Plamondon située dans la partie ouest du réservoir Gouin. Ce ruisseau coule entièrement en zone forestière dans la ville de La Tuque, dans la région administrative de la Mauricie, au Québec, au Canada.
Le ruisseau Plamondon coule successivement dans les cantons de Lacasse et de Crémazie. La foresterie constitue la principale activité économique de cette vallée ; les activités récréotouristiques, en second.
Des routes forestières secondaires desservent chaque côté de la vallée du ruisseau Plamondon. La route forestière R1045 dessert la partie supérieure et la partie ouest de la vallée du ruisseau Plamondon. La route R1045 rejoint vers l'est la route R2046 laquelle se rattache à son tour vers l'est à la route forestière 202 qui s’étire vers le sud pour desservir la presqu’île où est situé le village d’Obedjiwan.
La surface du ruisseau Plamondon est habituellement gelée de la mi-novembre à la fin avril, toutefois la circulation sécuritaire sur la glace se fait généralement du début décembre à la fin de mars.

## Géographie
Les bassins versants voisins du ruisseau Plamondon sont :
- côté nord : rivière Berthelot, Lac de la rencontre, rivière Pascagama ;
- côté est : rivière Piponisiw, ruisseau de la Rencontre, lac Simard, réservoir Gouin, lac Simard, lac Marmette (réservoir Gouin), lac Toussaint ;
- côté sud : baie Plamondon, baie Hanotaux, baie Mattawa, baie Saraana ;
- côté ouest : rivière Tamarac, rivière Mégiscane.

Le ruisseau Plamondon prend naissance à l’embouchure d’un lac non identifié (longueur : 0,2 km ; altitude : 489 m) entouré de montagnes. L’embouchure de ce lac de tête est située à :
- 12,4 km à l'ouest du cours de la rivière Pascagama ;
- 7,1 km au nord de l’embouchure du ruisseau Plamondon (confluence avec la baie Plamondon (réservoir Gouin) ;
- 20,8 km au nord-ouest de l’embouchure de la baie Plamondon ;
- 22,0 km à l'ouest du centre du village de Obedjiwan (situé sur une presqu’île de la rive nord du réservoir Gouin) ;
- 92,9 km à l’ouest du barrage Gouin érigé à l’embouchure du réservoir Gouin (confluence avec la rivière Saint-Maurice).

À partir de l’embouchure du lac de tête, le cours du ruisseau Plamondon coule entièrement en zone forestière sur 16,2 km selon les segments suivants :
- 0,5 km vers le sud-est, notamment en traversant un lac non identifié (longueur : 0,3 km ; altitude : 484 m), jusqu’à son embouchure ;
- 4,7 km vers le sud-ouest, jusqu'à la décharge (venant de l'ouest) du lac Irinikew Octikwan (altitude : 419 km) ;
- 2,9 km vers le sud-ouest, jusqu’à la rive nord d'un lac non identifié ;
- 8,1 km vers le sud dans le canton de Lacasse, puis de Crémazie, en traversant d’abord un lac non identifié (longueur : 7,1 km ; altitude : 402 m) lequel est connecté du côté ouest au lacKamitcickotek, jusqu’à l'embouchure de la rivière.

L’embouchure du ruisseau Plamondon est localisée à :
- 23,3 km au sud-est du centre du village de Obedjiwan lequel est situé sur une presqu’île de la rive nord du réservoir Gouin ;
- 85,4 km au sud-est du barrage Gouin ;
- 128,9 km au nord-ouest du centre du village de Wemotaci (rive nord de la rivière Saint-Maurice) ;
- 219 km au nord-ouest du centre-ville de La Tuque.

L’embouchure du ruisseau Plamondon conflue avec la baie Plamondon. De là, le courant coule sur 118,2 km jusqu’au barrage Gouin, selon les segments suivants :
- 7,9 km vers le sud-est en traversant la baie Plamondon et en traversant quelques détroits jusqu’au lac du Mâle ;
- 28,4 km vers le nord-est en traversant le lac du Mâle et la partie ouest du réservoir Gouin jusqu’à la hauteur du village d’Obedjiwan ;
- 81,9 km vers l’est, en traversant le lac Marmette, puis vers le sud-est en traversant notamment le lac Brochu puis vers l'est en traversant la baie Kikendatch, jusqu’au barrage Gouin.

À partir de ce barrage, le courant emprunte la rivière Saint-Maurice jusqu’à Trois-Rivières.

## Toponymie
Le terme Plamondon se réfère à un patronyme de famille d’origine anglaise.
Le toponyme ruisseau Plamondon a été officialisé le 5 décembre 1968 à la Commission de toponymie du Québec, soit à sa création.